# Onze-Lieve-Vrouwekerk (Aarschot)

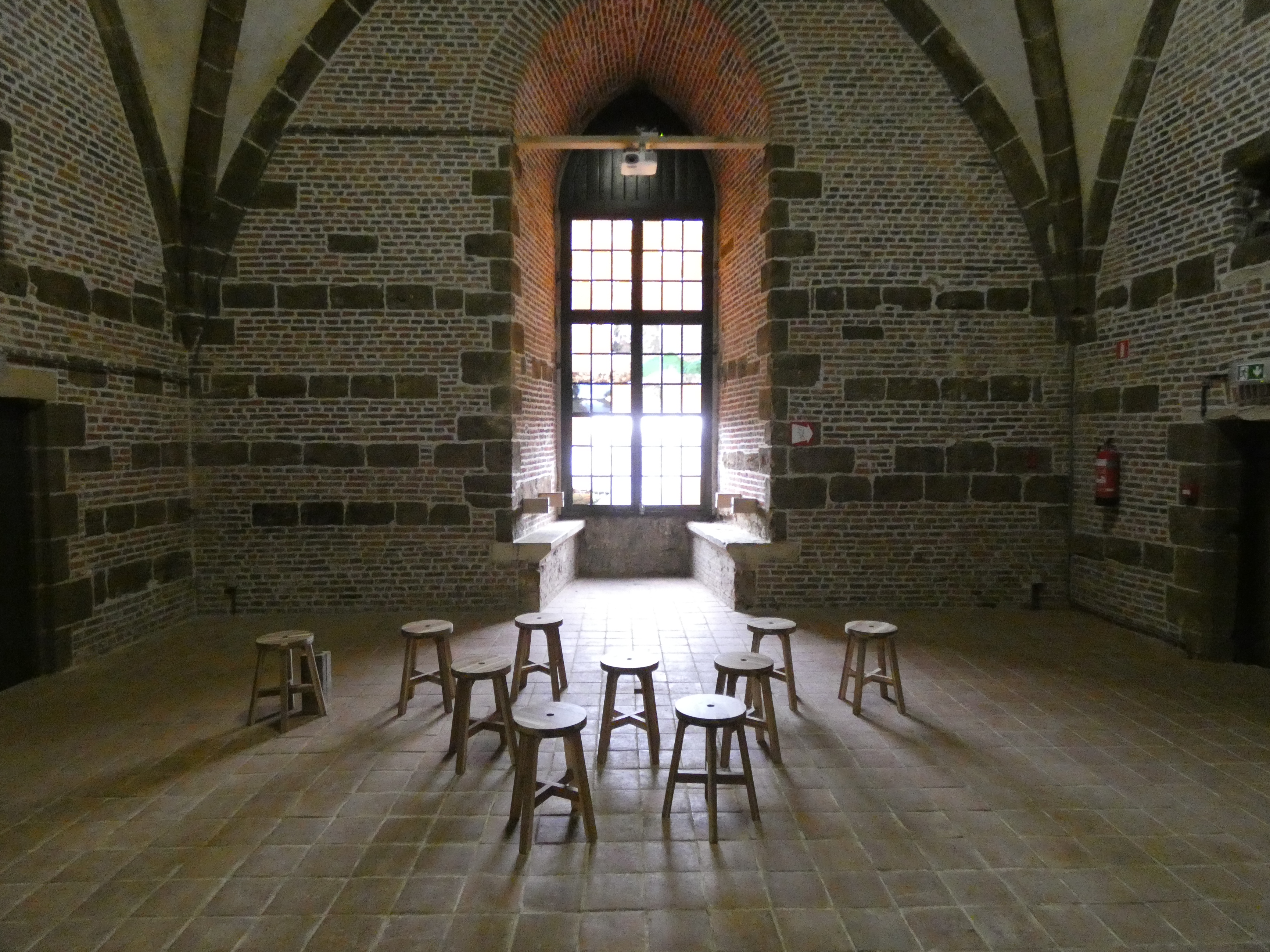
Ballinc-kamer in de Onze-Lieve-Vrouwetoren van Aarschot

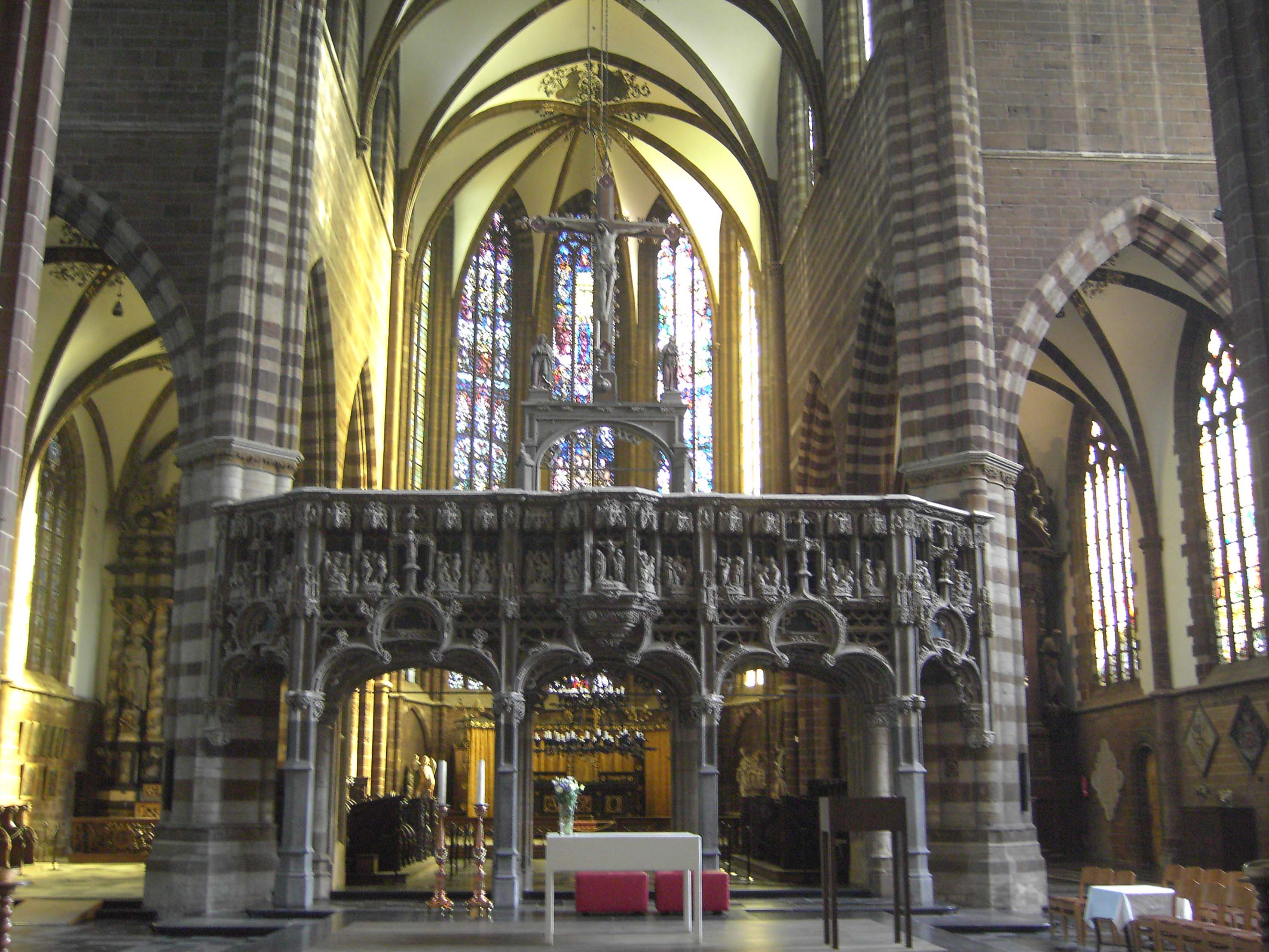
Doksaal, triomfkruis en koor

De Onze-Lieve-Vrouwekerk van Aarschot is een kerkgebouw opgetrokken in bruine ijzerzandsteen. De kerk is een voorbeeld van Demergotiek, een regionale variant van de Brabantse hooggotiek.

## Beschrijving
Het bouwwerk omvat een westertoren met renaissancespits (85 m hoog), geflankeerd door twee kapellen, een driebeukig schip (begin 15de eeuw), een transept en een koor met twee zijkoren (14de eeuw). In het onderste deel van de toren zijn afwisselend kalk- en zandsteenlagen aangebracht (speklagen).

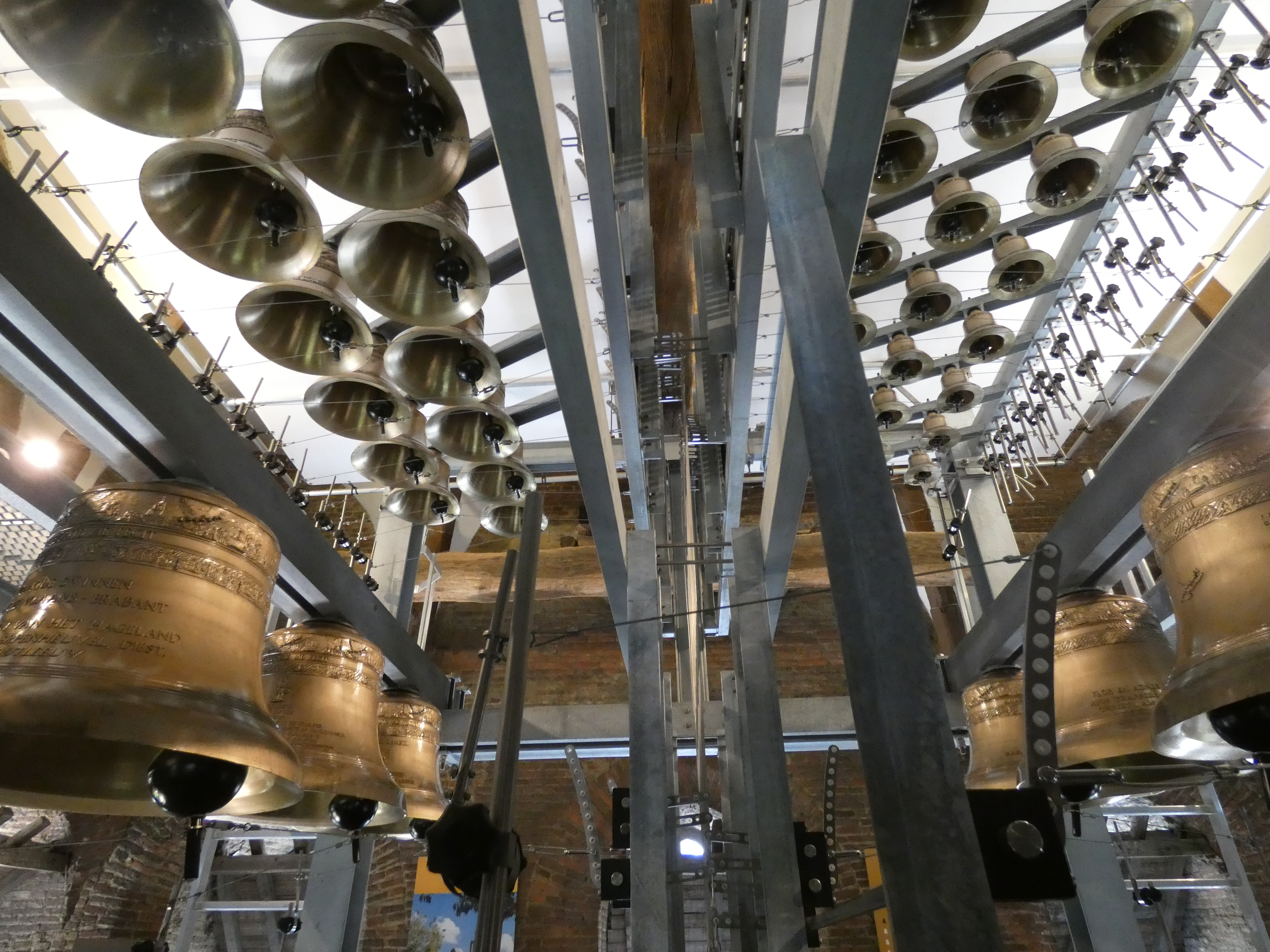
Vredesbeiaard van Aarschot

In het schip bevinden zich een preekstoel en biechtstoelen die in Vlaamse barokstijl zijn vervaardigd en dateren uit de 17de eeuw.
Het koor gaat schuil achter een doksaal in flamboyante stijl. Op het doksaal zijn taferelen uit het lijden van Christus en de verrijzenis afgebeeld. Boven het doksaal is een 15de-eeuws triomfkruis aangebracht.
Het koorgestoelte uit 1515 toont satirisch en soms ronduit schuin beeldhouwwerk (Aristoteles die zich als een rijdier laat bestijgen, een naakte vrouw rijdend op een aap, een man die zich ontlast op de wereld, wolf en ooievaar, lierenman, ambachten), dat kunstig aangebracht is, meestal op de misericordes. De smeedijzeren kroonkandelaar uit 1500 wordt toegeschreven aan Quinten Matsijs. Een 16de-eeuwse genadestoel staat rechts vooraan in de apsis. Aan de linkerwand van het koor hangt het 5 meter brede schilderij Christus in de mystieke wijnpers dat dateert uit 1520-1530.
Een kapel rechts van de kooromgang bevat een doek van Pieter-Jozef Verhaghen, De Emmaüsgangers.
De in 1520 aangebrachte brandglasramen van Willem II van Croÿ en Maria van Hamal zijn in 1833 verkocht en bevinden zich in het Victoria and Albert Museum.

## Vredesbeiaard
Op 11 november 2018 werd ter gelegenheid van de herdenking van 100 jaar einde van de Eerste Wereldoorlog in de toren een vredesbeiaard met 51 klokken geïnstalleerd. Hij bestaat uit twee historische klokken van Sergeys uit Leuven en 49 nieuwe klokken van de Klokkengieterij Eijsbouts uit Asten.